# Гарсия, Кармен
Кармен Гарсия Мамани (исп. Carmen García Mamani; род. 16 июля 1963) — боливийская учёная, педагог, профсоюзная и политическая деятельница, бывшая сенатором от Потоси с 2010 по 2015 год. Член Движения к социализму, ранее заседала в муниципальном совете Томаве в 2000—2005 годах.
Этническая кечуа, Гарсиа больше десялетия проработала школьной учительницей в сельской местности Потоси. Позже она изучала управление образованием в нескольких университетах и, наконец, остановилась на карьере в области педагогики (подготовки учителей) и исследований языков коренных народов. Параллельно Гарсиа активно работала в профсоюзах (синдикатах) своего родного региона, благодаря чему начала политическую карьеру в Движении к социализму.
Избранная в муниципальный совет Томаве в 1999 году, Гарсиа позже получила место в Сенате в 2009 году, представляя Потоси. За время депутатства Гарсия стала испытывать недовольство зачастую иерархической структурой внутри фракции и в конечном итоге присоединилась к группе «свободомыслящих» диссидентов правящей партии, сокративших парламентское большинство. Она не была выдвинута на переизбрание.

## Ранние годы и карьера
Кармен Гарсия родилась 16 июля 1963 года в деревушке Йонсе в провинции Кампос на западе Потоси. Большую часть своей молодости она провела в соседней провинции Кихарро, проживая в общине Токора, расположенной в одной из многочисленных айлью долины Уйюни. Гарсиа, этническая кечуа, выросла одноязычной и говорила только на своем родном языке, пока не пошла в начальную школу, где ее заставили изучать испанский. Она закончила начальную школу 1 мая в Токоре, а затем вернулась в провинцию Кампос, чтобы получить среднее образование.
Гарсия якончила педагогическое училище им. Франца Тамайо в Льике по специальности учитель начальных классов. Она преподавала в учебных заведениях на юго-западе Потоси и его окрестностях более пятнадцати лет. Параллельно она также изучала менеджмент в сфере образования. Воспользовавшись расширенными возможностями, предоставленными учителям в результате реформы образования 1994 года, Гарсия посещала курсы в нескольких городах, получив степень бакалавра межкультурного двуязычного образования в Университете Томаса Фриаса и степень магистра в той же области в Высшем университете Сан-Симона, а также вторую бакалаврскую степень в области управления образованием в Университете Хуана Мисаэля Сарачо.
После окончания университета Гарсиа поселилась в Кочабамбе, где посвятила себя преподавательской работе в Педагогической школе Паракайи, а также исследовательской в области коренных и вторых языков. За это время, в 2007—2008 годах, она закончила аспирантуру по правам коренных народов в Университете Симона И. Патиньо в Кочабамбе.

## Палата сенаторов

### Избрание
Помимо работы в сфере образования, Гарсия активно участвовала в профсоюзах и общественных движениях своего региона, будучи членом филиала в Уйюни Объединённой региональной федерации сельских трудящихся юго-запада Потоси. Ранняя связь организации с зарождающимся Движением к социализму (MAS-IPSP) облегчила попадани Гарсии в политику, начиная с 1999 года, когда она была избрана в муниципальный совет Томаве.
В 2009 году синдикат Гарсии выдвинул её кандидатуру на место в Многонациональном законодательном собрании, а MAS, в свою очередь, включило её в свой список кандидатов в Сенат от Потоси. Последнее решение было обусловлено введением пятидесятипроцентной гендерной квоты для женщин, которая впервые вступила в силу в этом избирательном цикле. В результате Гарсия присоединилась к самой большой на тот момент делегации крестьянок, когда-либо избранной в парламент. Уникально то, что она стала единственной женщиной-сенатором, которая не сменила на этом посту мужчину — её предшественница Кармен Роса Веласкес была единственной женщиной избранной в 2005 году в Палату сенаторов.

### Законодательская работа
С целью сделать Боливию образцовой страной в образовательной политике, Гарсия в свой сенаторский срок была сосредоточена на своей профильной специализации. Так, в свой первый год она возглавляла сенатский комитет по образованию, обеспечив рассмотрение и принятие знаменательного закона Авелино Синьяни об образовании 2010 года, внедрившего новую систему образования с особым упором на коренные и традиционные знания. Этот законопроект был одобрен парламентом без каких-либо изменений по сравнению с первоначальным проектом, представленным исполнительной властью, что отражает — с точки зрения Гарсии — жёсткую внутреннюю иерархию MAS, которая часто отговаривала законодателей оспаривать линию партии.
Из-за этой невозможности парламентариев по-настоящему участвовать в принятии решений привела её к разочарованию в своей партии. К 2013 году она присоединилась к рядам так называемых «вольнодумцев» — небольшой фракции диссидентов MAS, которые заняли критическую позицию по отношению к правительству, но не присоединились к консервативной оппозиции. Хотя большинство членов группы были выходцами из Палаты депутатов, они также рассчитывали на поддержку нескольких сенаторов, включая Гарсию, а также её коллеги и земляка Эдуардо Мальдонадо и сенатора от Пандо Мануэля Лимачи. Разрыв Гарсии с правящей партией не остался без последствий; в 2013 году её исключили из комитета, якобы из-за проблем с координацией, а к концу срока своих полномочий она не была выдвинута на переизбрание.

## Публикации
- García Mamani, Carmen. La descolonización en la construcción de la política educativa // Estrategias para una educación superior descolonizadora intra e intercultural :  [исп.]. — FUNPROEIB Andes, 2011. — P. 79–96.
- García Mamani, Carmen. Pluralismo epistemológico en perspectiva indígena // Pluralismo epistemológico: Reflexiones sobre la educación superior en el Estado Plurinacional de Bolivia :  [исп.]. — FUNPROEIB Andes, 2014. — P. 151–162. — ISBN 978-99954-874-4-7.